# Суверенітет особистості
Суверенітет особистості (або індивідуальний суверенітет, індивідуальна автономія, «право власності на самого себе») — це концепція права власності по відношенню до себе, виражена в моральному або природному праві людини бути єдиним, хто розпоряджається його тілом та життям.  За словами Г.  Коена, концепція права власності відносно самого себе полягає в тому, що «кожна людина користується повним і винятковим правом контролю і використання себе і своїх можливостей і, отже, не зобов'язаний надавати ніяких послуг або продуктів будь-кому іншому, якщо він не домовлявся їх надавати ». 
Письменники Вільям Різ-Могг і Джеймс Дейл Девідсон описують людей, що володіють своїм розумом, здатних до власності на самого себе, як суверенних особистостей, у яких є найвища влада і суверенітет над власним вибором, які не перебувають під впливом керуючих сил і при цьому не порушують прав інших.  Таке застереження є ключовим для класичного лібералізму, індивідуалістичних політичних філософій , таких як аболіціонізм , етичний егоїзм, правове либертарианство, об'єктивізм і індивідуальний анархізм.  Суверенно мислячі особистості, в цьому випадку, надають перевагу оточенню, яке складається з децентралізованих господарюючих організацій, що надають послуги індивіду. 

## Походження концепції
Джон Лок у «Двох трактатах про правління» писав, що «кожна людина має право власності на свою особистість».
Лок також казав, що людина «має право вирішувати, ким йому стати і чим займатися, а також право пожинати користь  від своїх зусиль».  

## Приватна власність
Суверенно мислячі особистості зазвичай відстоюють точку зору, згідно з якою право приватної власності є зовнішнім по відношенню до тіла, доводячи це тим, що якщо люди володіють собою, то вони володіють і своїми вчинками, включаючи ті, що створюють або покращують ресурси.  Таким чином, вони володіють своєю працею та її результатами. 

## Суверенітет особистості та ринку праці
Іен Шапіро вважає, що існування ринків праці підтверджує право власності на себе, оскільки, якби це право не було б визнано, то людям було б не дозволено продавати використання їх продуктивних здібностей іншим.  Він каже, що індивід продає використання його ефективності виробництва на обмежений час і на певних умовах, але продовжує володіти тим, що заробляє від продажу використання цієї здатності і саму можливість, таким чином, зберігаючи суверенітет над собою і одночасно роблячи внесок в ефективність економіки. 

## Суверенітет споживача і суверенітет виробника
В курсі мікроекономіки суверенітет споживача — незалежність споживача від виробника, можливість кожного споживача внаслідок конкуренції споживачів пропонувати ціну реалізації товарів або можливість пошуку іншого постачальника товарів за такою ж ціною. Виявом суверенітету спожиача є правило мінімуму, згідно з яким за відсутності ринкової рівноваги з двох можливих величин блага, що відповідають одній ціні, реалізованою вважається менша ціна. 
Суверенітет виробника — незалежність виробника від споживача, можливість кожного виробника виробляти будь-які товари і пропонувати їх на будь-яких ринках за будь-якою ціною.  

## Приклади
Тринадцяту поправку до Конституції США іноді розглядають як реалізацію концепції власності на самого себе, так само розглядають і деякі положення Білля про права . 
Право власності на самого себе можна розглядати як філософію децентралізації, яка реалізується знизу вгору, в той час як тоталітаризм є здійснюваної зверху вниз централізованою системою.  Генрі Девід Торо вважав право власності на себе найважливішою складовою досягнення утопії, а лібертарний політичний філософ Роберт Нозік засновував свою теорію володіння власністю на вихідному умови володіння собою. 

## Розбіжності з приводу кордонів
Проблема з визначенням меж відносно самого себе виявляється в суперечках, пов'язаних з правом на аборт, - коли зародок розглядається як той що володіє власністю на себе, або як той який знаходиться у власності материнського тіла і є його частиною .  Отже, право жінки на володіння своїм тілом можна розглядати як протилежне тому, що можна вважати «правом зародка на життя».  Це протиставлення стає ще більш виразним в тих випадках, коли жінка змушена піддавати себе хірургічної операції, щоб народити здорову дитину.  Аргумент про те, що концепція власності на самого себе захищає цивільні права , але не передбачає прав над іншими, використовується обома сторонами в цих суперечках. 
Крім суперечок про право на аборт, проблема виникає і в суперечках про правомірність заборони «злочинів без жертви» про право на евтаназію , самогубство і вживання наркотиків .  Незважаючи на те, що деякі з цих дій можуть розглядатися як саморуйнуючі, вони не можуть бути виключені з усталеного розуміння про володіння собою.  Крім того, багато хто вважає, що право власності включає і право на знищення: створене людиною може бути ним же і зруйновано.  При цьому, в деяких культурах самогубство не тільки поважається як індивідуальне право, але і вважається вчинком честі. 
Дискусії про межі себе в застосуванні до права власності та відповідальності досліджував вчений-юрист Мейр Ден-Коен в роботах «Цінність власності і відповідальність» (англ. The Value of Ownership and Responsibility) і «Межі себе» (англ. Boundaries of the Self).  Основний акцент в цих роботах був зроблений на висвітленні феноменології власності і на побутовому використанні особових займенників по відношенню до тіла і власності; це служить популярної основою для юридичних концепцій і суперечок про відповідальність і власності. 
Визначення меж самого себе також може бути складним, якщо погодитися з припущенням, що «я» включає об'єкти поза людським тілом, як це пропонується Енді Кларком в есе «Природжені кіборги» (англ. Natural Born Cyborgs).
Класичний ліберальний погляд на володіння собою передбачає, що гроші чужорідні, оскільки вони відокремлені від тіла (даються, беруться, заробляються, виплачуються), на відміну від праці, який може бути здійснений лише шляхом використання невіддільне тіла.  З іншого боку, деякі анти-капіталісти вважають, що оскільки гроші - продукт неотчуждаемого праці, то їх теж потрібно розглядати не як чужорідні, незалежно від будь-яких добровільних договірних угод, визнаних працівником.  Це веде до розбіжності щодо того, як далеко володіння собою, якщо його визнати, буде поширюватися.  Звідси беруть початок ідеї «найманого рабства» або «боргового рабства», які не мають значення в одному підході, але порушують принцип власності на самого себе в іншому підході. 
Третій підхід передбачає чужорідність праці, оскільки він проводиться за зовнішніми угодами, таким чином, відчужуючи від себе. В цьому випадку свобода особистості добровільно продати себе в рабство не порушує принципу власності на самого себе.
Економіст австрійської школи Ганс-Герман Хоппе (англ. Hans-Hermann Hoppe) стверджував, що суверенітет особистості - це аксіома. Він доводив, що людина, який сперечається з принципом власності на самого себе, входить в протиріччя з власними діями. Вступаючи в суперечку, ця людина допускає «перформативне протиріччя», оскільки, вибравши метод переконання замість силового нав'язування іншим думки про те, що вони не мають суверенітету над собою, він неявно передбачає, що ті, кого він намагається переконати, мають право не погодитися. А оскільки у них є право не погодитися, значить, у них є законна влада над собою. Однак, було відмічено, що вибір переконання замість насильства не обов'язково має на увазі припущення наявності права не погодитися, а може бути раціональним економічним вибором, оскільки застосування сили може мати невдалі наслідки для того, хто говорить.
Людина доводить, що володіння собою є небажаним станом, і зараз йому лише законом дозволено противитися статусу-кво, що дозволяє володіння собою. Більш того, той, хто сперечається з концепцією володіння собою не обов'язково заперечує її повністю. Питання суверенітету не завжди стоїть руба: наприклад, людина може мати суверенне право на те, щоб мати свою думку, але не на те, щоб виконувати будь-які дії. Наприклад, людина, яка вважає, що споживання наркотиків завжди має бути поза законом, є противником абсолютного суверенітету особистості, але не обов'язково є прихильником повної підпорядкованості.
У «Етиці свободи» Мюррей Ротбард стверджує, що тільки повне право власності на самого себе є єдиним принципом, сумісним з моральним кодексом, яке стосується кожної людини, і є  її «універсальною етикою» - і що це є природний закон для людини - який визначає бути тим, що для нього найкраще. Він каже, що якщо кожна людина  немає повного володіння над самим собою то це може визначатися двома альтернативами: «(1)" комуністична ", у вигляді загальної і рівної власності над іншими або (2) часткова власність однієї групи по відношенню до іншої - система правління одного класу по відношенню до іншого ».  На його думку, друга альтернатива не може бути універсальною етикою, а тільки приватної, оскільки передбачає, що у одного класу є право володіння собою, а в іншого немає.  Це, таким чином, є несумісним з шуканим - моральним кодексом, який відноситься до кожної людини - замість кодексу, що застосовується тільки до однієї людини, та  не до інших, немов одні індивіди є людьми, а інші ні.  У разі ж першої альтернативи кожен індивід володіє рівними частинами кожного іншого індивіда, так що ніхто не володіє собою.  
Ротбард визнає, що це універсальна етика, але заперечує, що це «утопічно і неможливо, щоб кожен постійно вів рахунок за всіма іншими, відстежуючи свою рівну частку в частковій власності над кожним іншою людиною».  Він каже, що ця система розвалиться, утворивши правлячий клас, який спеціалізується на відстеженні індивідів.  А оскільки це дасть правлячому класу права власності над його представниками, то вийде знову несумісність з універсальної етикою.  Навіть якби колективіцька утопія, в якій всі мають рівні права на всіх, змогла б вижити, то все одно, на його думку, індивіди не могли б робити що-небудь без попереднього схвалення всіх в суспільстві.  А оскільки у великому суспільстві це неможливо, то ніхто нічого не міг би робити і людська раса б вимерла.  
Таким чином, коллективистская альтернатива універсальної етики, в якій кожен індивід володіє рівною частиною кожного іншого індивіда, порушує природний «закон того, що є найкращим для людини і його життя на Землі».  Він каже, що, якщо людина застосовує право власності на іншу людину, то він, швидше за, проявляє по відношенню до нього агресію, ніж дозволяє йому робити, що хоче, а це «ображає його природу». 